# Kỳ giông Anderson
Kỳ giông Anderson, tên khoa học Ambystoma andersoni, là một loài kỳ giông từ Laguna de Zacapú tại bang Michoacán của México.
Kỳ nhông này là một phát hiện tương đối gần đây, lần đầu tiên được mô tả bởi Brandon và Krebs trong năm 1984.
Giống như tất cả các loài Ambystoma giữ tính ấu trùng khác. Kỳ giông Anderson giữ lại tính chất ấu trùng của nó vào tuổi trưởng thành. Kỳ nhông trưởng thành có kích thước mang ngoài trung bình với các sợi màu đỏ tươi, và một cái đuôi nổi bật. Nó có một cái đầu lớn và chi nhỏ, cũng như các ấu trùng. Màu sắc của nó là những vệt đen trên nền màu nâu đỏ. Nó là hoàn toàn sống dưới nước và dành toàn bộ cuộc sống của chúng dưới nước.